# Uplengen
Uplengen is een gemeente in de Duitse deelstaat Nedersaksen, gelegen in de Landkreis Leer. De gemeente ligt in het Lengenerland in Oost-Friesland. Met een oppervlakte van 149 km² is het de grootste gemeente van de Landkreis.

## Kernen
Uplengen telt 11.867 inwoners, die in negentien dorpsgebieden (Ortschaften) wonen:
- Bühren
- Großoldendorf
- Großsander
- Hollen
- Jübberde
- Kleinoldendorf
- Kleinsander
- Klein Remels
- Meinersfehn
- Neudorf
- Neufirrel
- Nordgeorgsfehn
- Oltmannsfehn
- Poghausen
- Remels (hoofddorp)
- Selverde
- Spols
- Stapel
- Südgeorgsfehn

## Economie
Ten zuiden van het dorp Jübberde, bij de aansluiting op de     Autobahn A 28, is door de gemeente Uplengen een bijna 60 hectare groot bedrijventerrein ontwikkeld. Vooralsnog heeft zich hier, afgezien van één industriële onderneming van regionaal belang, alleen midden- en kleinbedrijf van lokaal belang gevestigd. Een aanzienlijk kleiner soortgelijk terrein ligt bij Remels.
Voor het overige bestaat de gemeente vooral van de (in belang afnemende) landbouw, met name de melkveehouderij. 
Van toenemend belang is het fietstoerisme; het niet onaantrekkelijke coulisselandschap met door houtwallen omzoomde weilanden, afgewisseld door kleine bospercelen, maakt het gebied geschikt voor lange fietstochten. Enige meerdaagse fietsroutes lopen dan ook door de gemeente, die deze vorm van toerisme krachtig bevordert.
De gemeente huisvest daarnaast een relatief groot aantal woonforensen, die een werkkring in steden in de omgeving hebben.

## Politiek

### Samenstelling gemeenteraad
De gemeenteraad bestaat uit 28 gekozen leden, plus een zetel voor de gekozen burgemeester. De raad is sinds de verkiezingen in september 2021 als volgt samengesteld:
| Partij                | 2021 | 2016 |
| --------------------- | ---- | ---- |
| CDU                   | 13   | 19   |
| Lokale lijst MOIN     | 7    | -    |
| SPD                   | 5    | 6    |
| Bündnis 90/Die Grünen | 1    | 1    |
| FDP                   | 2    | -    |
| Overige               | -    | 2    |
| Burgemeester1         | 1    | 1    |

1 De burgemeester is ambtshalve lid van de raad

### Burgemeester
De laatste burgemeesterverkiezingen waren in 2017. Gekozen werd Heinz Trauernicht (CDU).

## Foto's

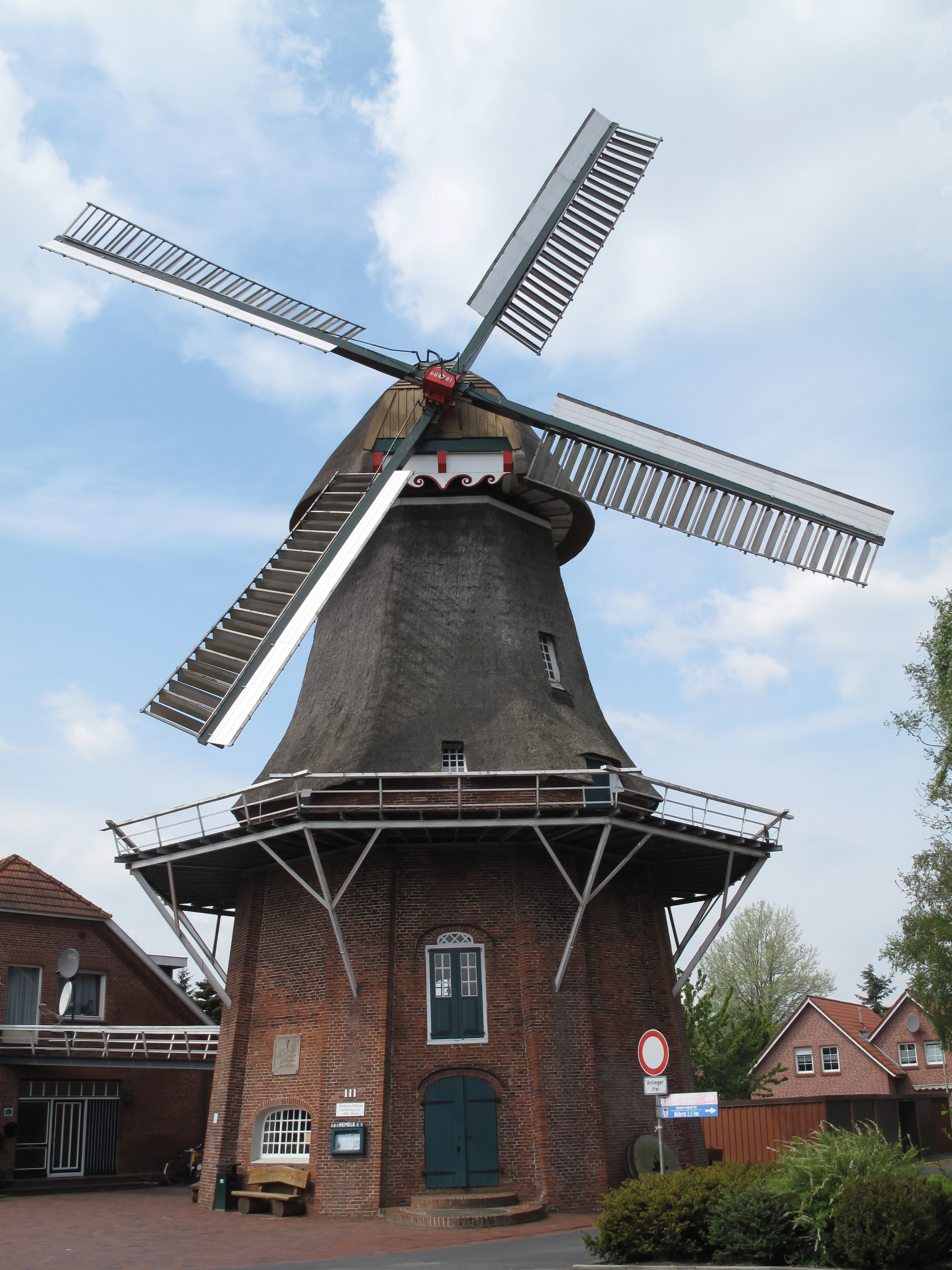
Remels, molen
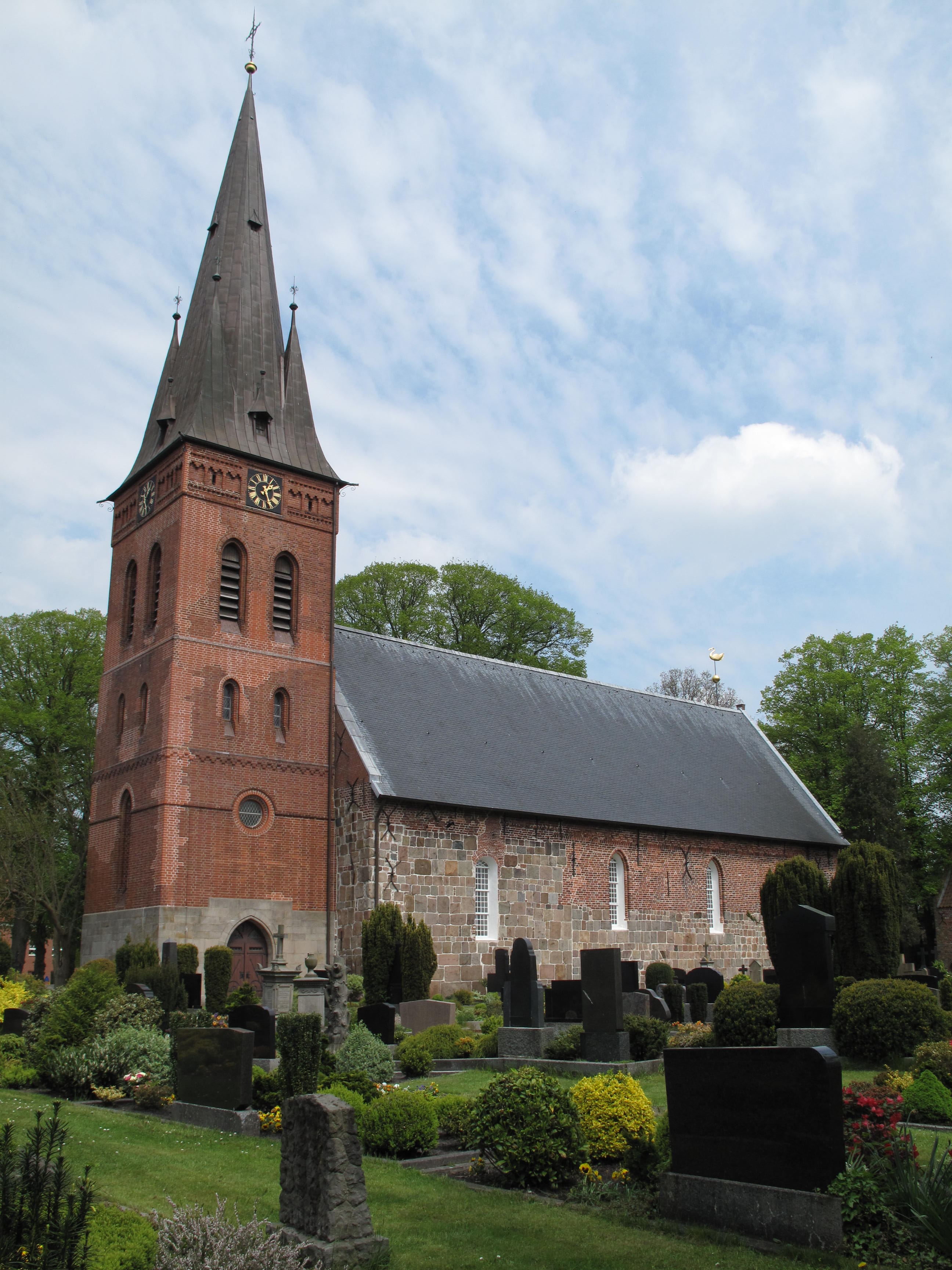
Remels, kerk

## Geografie
Ongeveer de helft van de gemeente bestaat uit veengronden, wat ook blijkt uit de plaatsnamen. De andere helft bestaat uit marsland met het karakteristieke coulisselandschap.